# Cirilo del Río Rodríguez
Cirilo del Río Rodríguez  (Castellar de Santiago, 27 de febrero de 1892 – Madrid, 27 de febrero de 1957) fue un abogado y político español, tío del dramaturgo y pintor Francisco Nieva.

## Biografía
Miembro del Partido Republicano Progresista de Alcalá Zamora, fue elegido diputado a Cortes por la circunscripción de Ciudad Real en las elecciones de 1931 y 1933.
Ocupó varias carteras ministeriales en representación de su partido en diversos gabinetes durante el bienio reformista y el radical-cedista. En el primero, ocupó la cartera de Agricultura desde el 8 de octubre de 1933 al 16 de diciembre de 1933 en el último gabinete del bienio, presidido por Diego Martínez Barrio. Prosiguió en el cargo hasta el 28 de abril de 1934 en tres gobiernos radicales, siempre sin la presencia de la CEDA. Tras la entrada de esta en el gabinete, su partido salió del gobierno, fruto de la enemistad entre el presidente de la República y dicho partido. Del Río volvió al gobierno, esta vez como ministro de Obras Públicas y Comunicaciones al final del bienio, entre el 14 de diciembre de 1935 y el 19 de febrero de 1936, en los gabinetes "técnicos" presididos por Manuel Portela Valladares sin presencia ni de radicales ni de la CEDA.
Definido como un «antimarxista católico convencido», se opuso al traspaso de poderes al Frente Popular en febrero de 1936, y también apoyó el golpe de Estado de julio de 1936 contra la Segunda República. Debido a ello, varios familiares suyos fueron asesinados por milicianos de izquierda durante la Guerra Civil en la zona republicana. Paradójicamente, también fue víctima de la represión franquista: Por haber formado parte del gabinete derechista de Portela Valladares, el tribunal madrileño de la Ley de Responsabilidades Políticas le impuso el 24 de enero de 1942 una multa de 4500 pesetas y la inhabilitación para desempeñar cargos públicos durante tres años.
| Predecesor: Ramón Feced Gresa | Ministro de Agricultura 16 de diciembre de 1933 - 28 de abril de 1934                       | Sucesor: Manuel Giménez Fernández |
| Predecesor: Luis Lucia Lucia  | Ministro de Obras Públicas y Comunicaciones 14 de diciembre de 1935 - 19 de febrero de 1936 | Sucesor: Santiago Casares Quiroga |